# Freewheel
Freewheel är en svensk musikgrupp. De bildades först under namnet The Excuse.
Gruppen fick vissa framgångar i Sverige och Japan under slutet av 1990-talet i den våg av svensk mjuk pop som kom efter the Cardigans' genombrott. Gruppen släppte det av Tore Johansson producerade albumet Starfriend 1998 samt ett antal singlar under 1997 och 1998.

## Medlemmar[2]
- Ulf Turesson (gitarr, sång)
- Håkan Bacchus
- Fredrik Dahl
- Niklas Fransson